# Kehrbusch
Kehrbusch ist ein Ortsteil der Mittelstadt Wegberg im Kreis Heinsberg im Bundesland Nordrhein-Westfalen.

## Geografie

### Lage
Kehrbusch liegt südöstlich von Wegberg an der Landesstraße 46.

### Nachbarorte
|           | Holtum                                      | Schönhausen |
|           | Kompassrose, die auf Nachbargemeinden zeigt | Flassenberg |
| Grambusch | Oerath                                      |             |

## Infrastruktur
- In Kehrbusch existieren zwei landwirtschaftliche Betriebe, davon einer mit Rindviehhaltung.
- Der Ort ist ländlich geprägt, die Landstraße 46 bringt jedoch viel Durchgangsverkehr.

Die AVV-Buslinien 411 und 418 der WestVerkehr verbinden Kehrbusch an Schultagen mit Wegberg, Erkelenz und Niederkrüchten. Abends und am Wochenende kann der MultiBus angefordert werden.
| Linie | Verlauf |
| ----- | --- |
| 411   | morgens: Kehrbusch → Isengraben → Flassenberg → Rath-Anhoven Schule → Schönhausen → Felderhof → Bissen bei Beeck → Moorshoven → Holtum → Uevekoven → Wegberg → Beeck Grundschule morgens: Bissen → Busch → Holtmühle → Kipshoven → Gripekoven – Ellinghoven → Beeck Grundschule → Wegberg mittags/nachmittags: Wegberg → Beeck Grundschule → Holtum → Uevekoven → (Bissen →) Busch → Holtmühle → Kipshoven → Gripekoven → Ellinghoven → Moorshoven → Bissen bei Beeck → Felderhof → Schönhausen → Rath-Anhoven Schule → Isengraben → Flassenberg → Kehrbusch |
| 418   | Erkelenz Bf – (Erkelenz ZOB –) (Kehrbusch → Isengraben → Flassenberg ← Isengraben ← Kehrbusch –) Grambusch – Schwanenberg – Geneiken – (Wildenrath Gewerbegebiet –) Tüschenbroich – Watern – Wegberg Busbf (– Wegberg Bf – Harbeck – Merbeck – Venn – Tetelrath – Silverbeek – Niederkrüchten) |

## Sehenswürdigkeiten

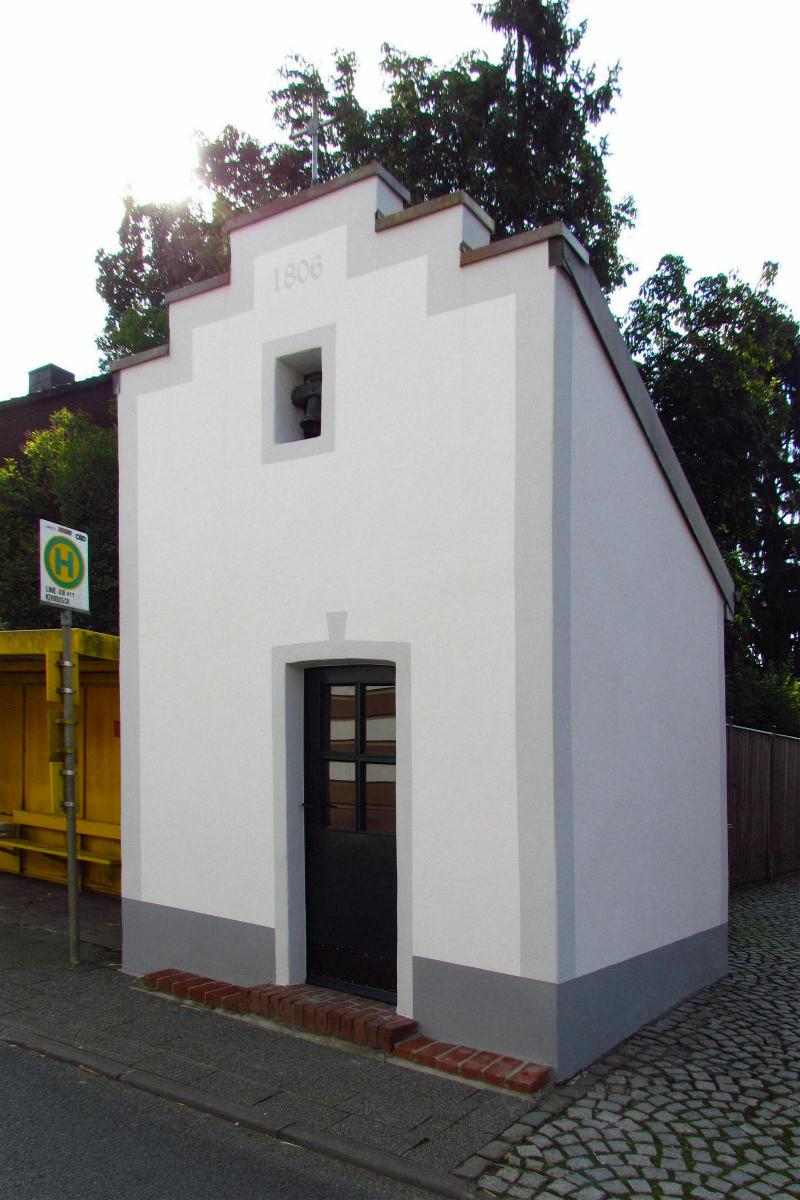
Die Kapelle in Kehrbusch

- Kapelle, In Kehrbusch, als Denkmal Nr. 54

## Vereine
- Dorfgemeinschaft Isengraben, Flassenberg, Kehrbusch.
- Dorfausschuss, zuständig für die Orte Rath-Anhoven, Isengraben, Flassenberg, Kehrbusch und Mehlbusch.
- Freiwillige Feuerwehr Wegberg, Löschgruppe Rath-Anhoven, zuständig auch für die Ortschaft Kehrbusch.